# Shaushka

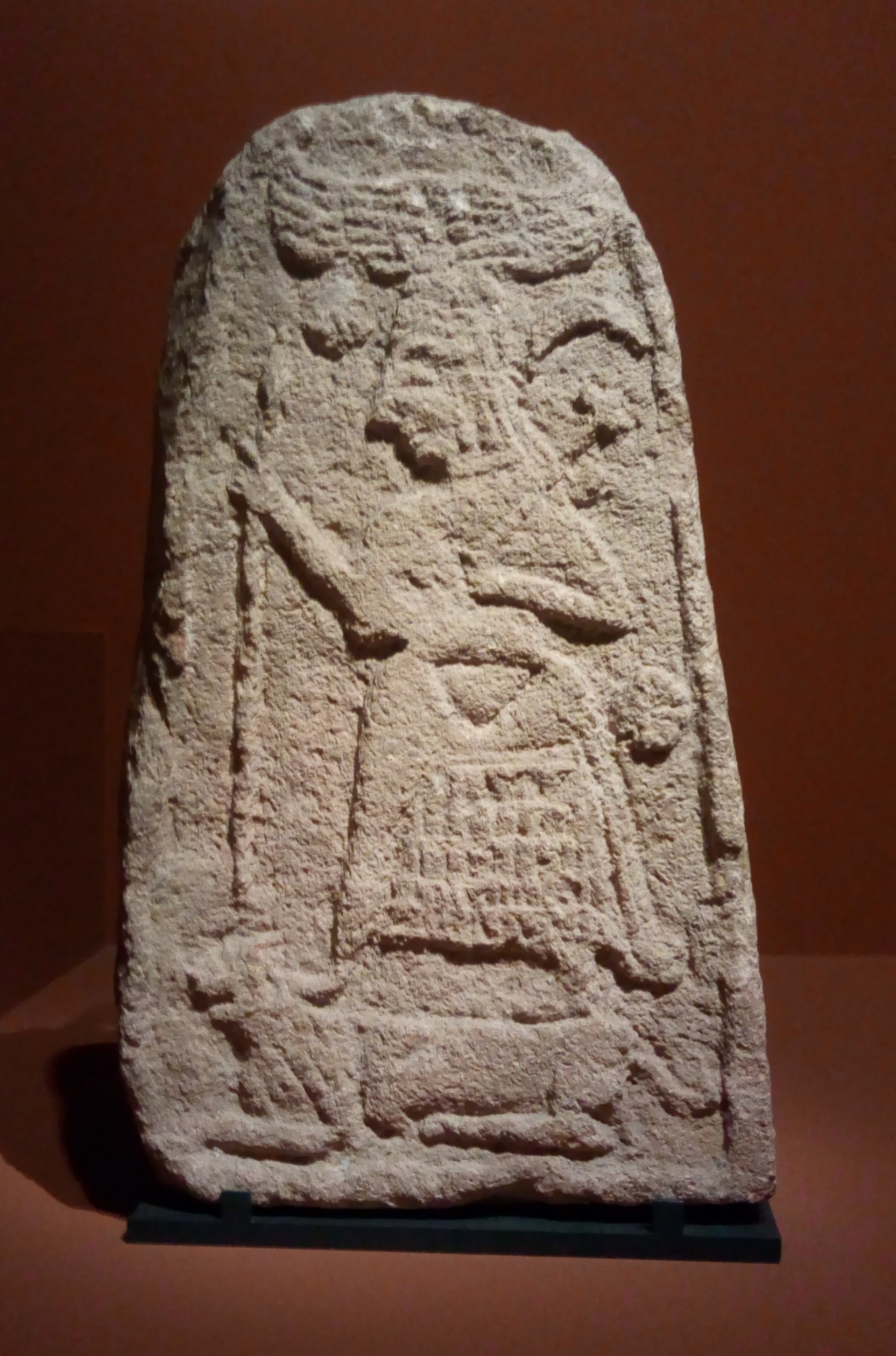
Stèle représentant une déesse, identifiée comme étant Shaushga ou Ishtar, provenant de Syrie du Nord (sphère néo-hittite), Musée du Louvre.

Shaushka ou Shaushga (Ša(w)uška) est une des principales déesses du panthéon hourrite. Son nom signifie « la Grande » ou « la Magnifique »
À l'origine Shaushka était une déesse de la guerre. Au contact des autres peuples du Proche-Orient, elle est devenue l'équivalent de la déesse Inanna/Ishtar des Mésopotamiens. Elle correspond également à Astarté ou Athtart à Ougarit, et à Ashtart en langue punico-phénicienne. Elle est donc la planète Vénus, et la déesse de l'Amour et de la Guerre. Elle était notamment vénérée à Ninive, où elle disposait d'un important lieu de culte, qui devient celui d'Ishtar de Ninive quand la ville passe sous le contrôle assyrien au XIVe siècle av. J.-C. Elle semble avoir comme descendance Aphrodite en Grèce, Turan en Étrurie et Vénus à Rome.